# Opština Bačka Palanka
Opština Bačka Palanka (v srbské cyrilici Општина Бачка Паланка, maďarsky Palánka község) je základní jednotka územní samosprávy v autonomní oblasti Vojvodina na severu Srbska. V roce 2011 zde žilo 55 528 obyvatel. Sídlem správy opštiny je město Bačka Palanka, nacházející se na samém západu Srbska, na břehu Dunaje a na hranici s Chorvatskem.
Obyvatelstvo na území opštiny Odžaci je národnostně smíšené. Tři čtvrtiny představuji Srbové (78,95 %), dále zde žijí také Slováci (9,09 %) a Maďaři (2,44 %).

## Sídla
V opštině se nachází celkem 14 sídel:
- Bačka Palanka
- Čelarevo
- Despotovo
- Gajdobra
- Karađorđevo
- Mladenovo
- Neštin
- Nova Gajdobra
- Obrovac
- Parage
- Pivnice
- Tovariševo
- Silbaš
- Vizić